# Anax congoliath
Anax congoliath – gatunek ważki z rodziny żagnicowatych (Aeshnidae).